# Hraza
Hraza (biał. Граза; ros. Гроза, Groza) – osiedle na Białorusi, w obwodzie homelskim, w rejonie homelskim, w sielsowiecie Ziabrauka.